# 당혹성의 기준

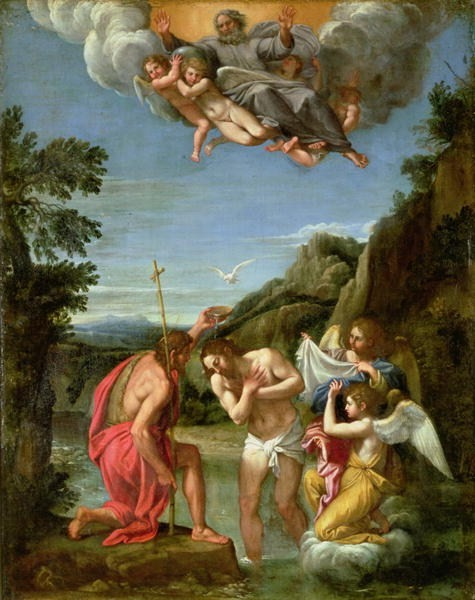
프란체스코 알바니의그리스도의 세례. 세례자 요한에 의한 예수의 세례 시 요한이 예수보다 더 높은 위치에 있었기 때문에, 당혹성의기준을 적용할 수 있다.

당혹성의 기준은 저자가 당혹스러워하고 꺼려했을 내용은 그 저자가 아무 이유없이 그 내용을 창작해내지 않았을 거라는 논증에 의한 비평 분석 방법이다. 일부 성서비평학자들은 신약성경에 등장하는 예수의 말과 행동이 역사적으로 진실인지 가려내기 위해 이 방법을 사용한다.
당혹성의 기준은 신뢰성을 검증하기 위해 비유사성의 기준, 언어와 환경의 기준, 통일성의 기준, 다수적 증언의 기준과 함께 대학에서 많이 사용되는 척도 중 하나이다.

## 역사
당혹성의 기준은 신약성경 연구에 오랫동안 사용되어왔다. 이 용어는 존 P. 마이어가 그의 책 주변부 유다인 (A Marginal Jew)에서 사용한 것으로 유명하게 되었는데, 그는 이 용어를 에드바르트 스힐레베이크스가 처음 사용했다고 언급하고 있지만 실제로 그의 저작에서 이 용어가 사용되지는 않았다. 이 용어는 파울 빌헬름(Paul Wilhelm)의 저작 성서백과사전 (Encyclopaedia Biblica) (1899)에서 가장 먼저 사용된 것으로 추정된다.

## 예시
당혹성의 기준의 가정은, 초대 교회에서 저자를 당혹스럽게하거나 저자의 반대편의 주장에 힘을 실어주는 내용을 거짓으로 창작하여 꾸며쓰지는 않았을 것이라는 논증이다. 오히려 예수의 행적중에 저자를 당혹스럽게 하는 내용들은 복음이 전해져내려오면서 억제되거나 부드럽게 되었을 것이라고 보는 편이 옳다. 이 기준은 비유사성의 기준이나 다수적 증언의 기준 등의 다른 사적 연구 방법들과 같이, 혼자 사용되는 경우는 거의 없다.
예수의 십자가형은 당혹성의 기준을 적용할 수 있는 예시이다. 고대 로마의 문화에서 십자가형은 가장 부끄럽고 모욕적인 사형방식이었기 때문에, 후대의 필사가들에 의해 창작된 내용일 가능성이 거의 없다는 것이 바로 그것이다.

## 한계
당혹성의 기준은 분명한 한계점들을 가지고 있기 때문에, 거의 대부분의 경우 혼자서 사용되기보다는 다른 비평방법과 더불어 사용된다. 당혹성의 기준이 가지는 한가지 한계점은, 당혹스러운 사건이라고 정확히 규정지을만한 사건이 적다는 것이다. 예수의 완전한 초상은 이처럼 작은 데이터에만 기반할 수 있는 것이 아니다. 한 시대와 사회적 배경에서는 당혹스러운 내용이 다른 시대에는 그렇지 않을 수 있기 때문에, 문맥의 중요성은 매우 분명하다. 또한 당혹스러운 기록들은 같은 사건에 대한 여러 증언 중 가장 덜 당혹스러운 것을 취한 결과일 수도 있다. 일례로, 베드로가 예수를 부인한 것은 베드로가 저지른 더 중대한 실수를 덮기 위해 창작된 내용일 가능성이 있다.
두 번째 한계점의 예시는 유년 복음서에서 볼 수 있다. 토마스의 유년 복음서에는 아주 어린 나이의 예수가 초능력을 사용해 그와 부딪힌 친구를 죽인 후에 부활시켰다는 기록이 등장한다. 만일 이 전승이 성경의 형성과정에서 포함시킬만큼의 가치가 있다고 여겨져 정경 복음서가 되었다면, 많은 현대 기독교인들은, 특히 성경무오설을 믿는 사람들은 틀림없이 이 부분이 아주 당혹스럽다고 여겼을 것이다. 하지만 초대교회에 이 발췌본이 존재했다는 사실은, 일부 초대 기독교인들에게는 이 내용이 그렇게 당혹스럽게 여겨지지 않았다는 것을 시사한다.
또다른 한계점은, 당혹스러운 구절들이 반발을 유도하기 위해 고의로 창작되었을 가능성이 있다는 것이다. 일례로, 베드로의 예수 부인은 부인에 대한 결과의 예로 쓰여졌을 수 있다. 마태복음 10:32-33은 "32누구든지 사람 앞에서 나를 시인하면 나도 하늘에 계신 내 아버지 앞에서 그를 시인할 것이요 33누구든지 사람 앞에서 나를 부인하면 나도 하늘에 계신 내 아버지 앞에서 그를 부인하리라 (개역개정)"라고 말하고 있다.
또다른 한계점은, 신뢰성을 평가하기 위한 모든 기준들중에 당혹성의 기준을 속이기가 가장 쉽다는 것이다. 다수적 증언의 기준을 아는 사람은 다른 목격자들을 자기 편에 세우기 위해 불확실하고 어려운 일들을 해야한다. 그러나 당혹성의 기준을 아는 사람은 목격자들을 자기 편으로 만들기 위해 당혹스러운 세부사항을 창작해내기만 하면 된다.

## 같이 보기
- 비유사성의 기준
- 다수적 증언의 기준
- Lectio difficilior potior
- 흥미에 반하는 선언

## 참고 문헌
- Meier, John P., A Marginal Jew: Rethinking the Historical Jesus, Doubleday: 1991. vol 1: p. 168-171.